# Al-Julanda ibn Massud ibn Jàfar ibn al-Julanda
Al-Julanda ibn Massud ibn Jàfar ibn al-Julanda fou el primer imam ibadita d'Oman.
Era el cap dels Azd ibadites i en temps del califa Marwan II va donar suport a Abd-Al·lah ibn Yahya conegut com a Tàlib al-Haqq, que fou derrotat el 747. El 749 aprofitant l'enfonsament de la dinastia omeia i la pujada dels abbàssides, es va fer elegit imam independent a Oman. El 751 una expedició enviada pel califa as-Saffah a les ordes de Khàzim ibn Khuzayma at-Tamimí va ocupar la península de Djazirat Ibn Kawan en poder dels sufrites, els quals es van refugiar a Oman on foren derrotats per al-Djulanda. Però quan Khazim va entrar a Oman els ibadites van refusar reconèixer As-Saffah i llavors, després de forta resistència, foren derrotats. L'imam va morir en la lluita (751/752).